# 川路夏子
川路夏子（日语：川路 夏子，1919年1月2日—2011年6月5日）是日本的原女演員、聲優，Theatre Echo，所屬前進座。。 

## 演出作品

### 電視劇
- 媽媽（TBS）
- 鞍馬天狗（KR電視台）
- 刑警老弟（TBS）
- 煙的國王（TBS）
- 通緝（NET）
- 特別機動搜查隊（NET）

### 電影
- 水深火熱（大家山川的妻子喜美）

### 電視動畫
- 紅髮安妮（約瑟芬·貝瑞）
- 阿爾卑斯山的少女海蒂（克拉拉的奶奶）
- 昆蟲物語 孤兒哈奇
- 新小鬼Q太郎
- 鯨魚荷西芬娜（老奶奶）
- 大飯桶
- 湯姆索耶的冒險（莎莉·賽拉斯）
- 花仙子露露（王后）
- 蜜蜂瑪雅的冒險（公主）
- 美雪、美雪（中田律）
- 拉塞納之星（凡爾納）

### 外語配音
- 星際爭霸戰（女性聲音）
- 神仙家庭（葛萊蒂絲·克拉維茲（愛麗絲·皮爾斯））
- 東方快車謀殺案（娜塔莉亞·卓哥米羅夫公主（溫蒂·希勒））
- 德古拉的新娘（麥恩斯特男爵夫人（瑪蒂塔·赫特））※富士電視台版
- 勾魂手
- 雷鳥神機隊（崔西奶奶）
- 搜索者（薇拉·麥爾斯（蘿莉·約根森））
- 大草原上的小房子（瑪莉亞）
- 太陽背面（波波瓦夫人（愛爾薇樂·波佩斯可））
- 大巧局（茱莉亞·萊恩伯德（凱絲琳·奈斯比特））
- 藍尼（莎莉·馬爾（珍·麥納））

### 特攝
- 假面騎士Sky（鏡蜥蜴的聲音（詛咒之鏡的老奶奶））